# ZTE 블레이드 3
ZTE V889F(ZTE V889F)는 ZTE에서 2012년에 출시한 보급형 안드로이드 스마트폰이다.
대한민국에서는 제트폰 (Z Phone)이라는 이름으로 출시했다.

## 경쟁 기종
- LG 옵티머스 L3
- LG 옵티머스 L5
- LG 옵티머스 L7
- LG 옵티머스 L9
- 삼성 갤럭시 그랜드
- 삼성 갤럭시 R